# Putto

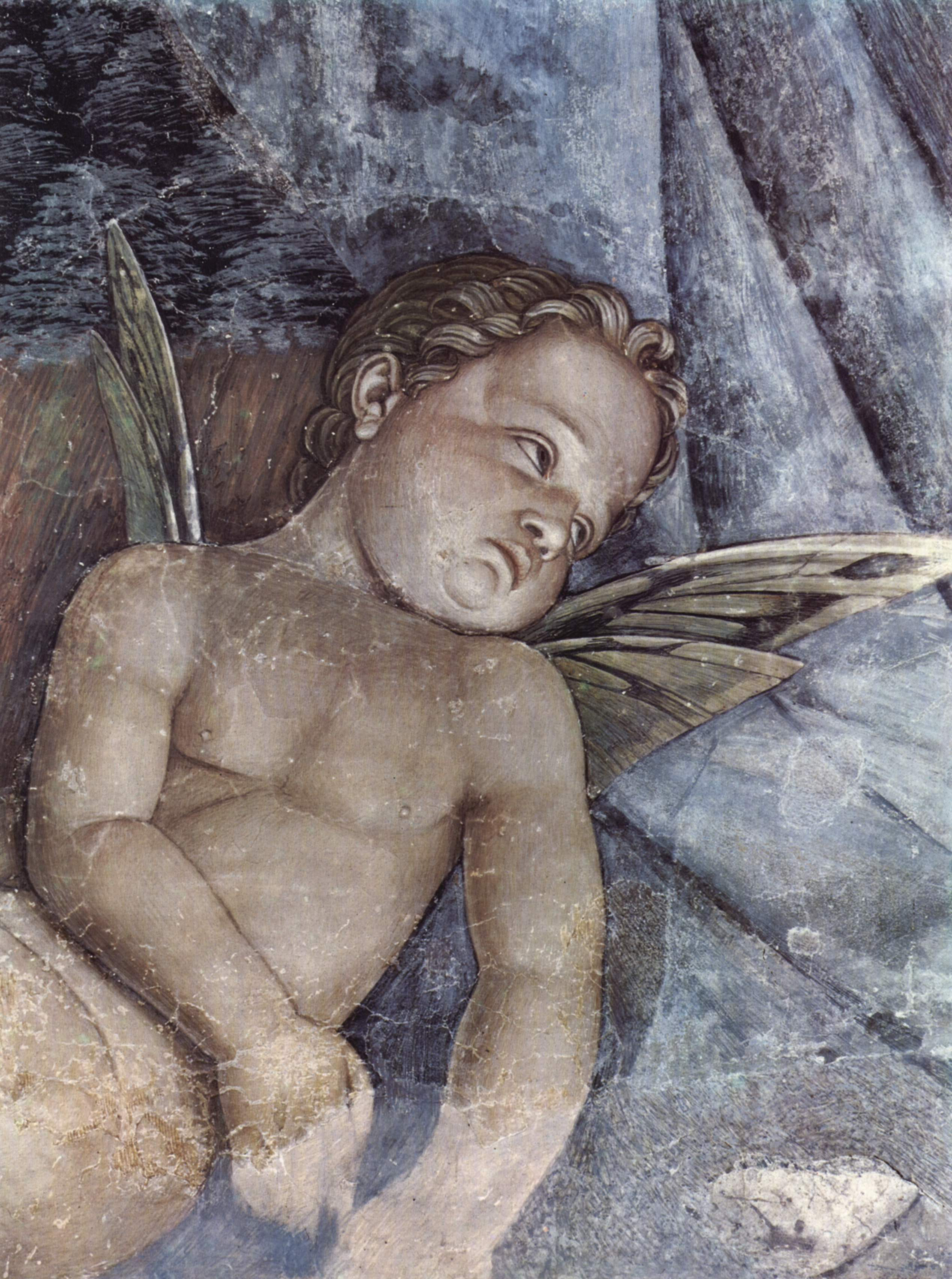
Putto, détail d'une fresque d'Andrea Mantegna au palais ducal de Mantoue (1474).

Un putto (au pluriel : putti) est un enfant nu et généralement ailé figurant dans les représentations artistiques. C'est notamment un terme de l'ornementation architecturale toscane et vénitienne qui désigne sur une façade la statue d'un nourrisson joufflu et joyeux, narquois, las ou moqueur. Il s'agit presque toujours d'un garçon. Alternativement, il peut se confondre avec un chérubin.

## Un art de la Renaissance
Les putti se trouvent essentiellement sur les monuments de la Renaissance italienne (la Renaissance florentine les appelle spiritelli), en particulier sur tous les bâtiments relevant du baroque sicilien, dont ils constituent l'une des caractéristiques principales.
Le personnage du putto (ainsi que celui des ignudi) est inspiré de l'art de la Grèce antique et des genii romains, et fut donc redécouvert et utilisé au début du Quattrocento. Ce sont des anges symbolisant l'amour, à ne pas confondre toutefois avec Cupidon (ou Éros).
Le Manneken Pis de Bruxelles en est une excellente représentation, commande faite par la ville en 1619 à Jérôme Ducquesnoy, pour remplacer l'antique statue et fontaine de pierre (dont les premières traces écrites remontent à 1451) du "Menneken Pist" d'alors. Le Manneken Pis est dès lors considéré comme une sorte de cupidon d'autant que sa musculature surprenne bien qu'ayant des traits d'enfant joufflu.

## Galerie

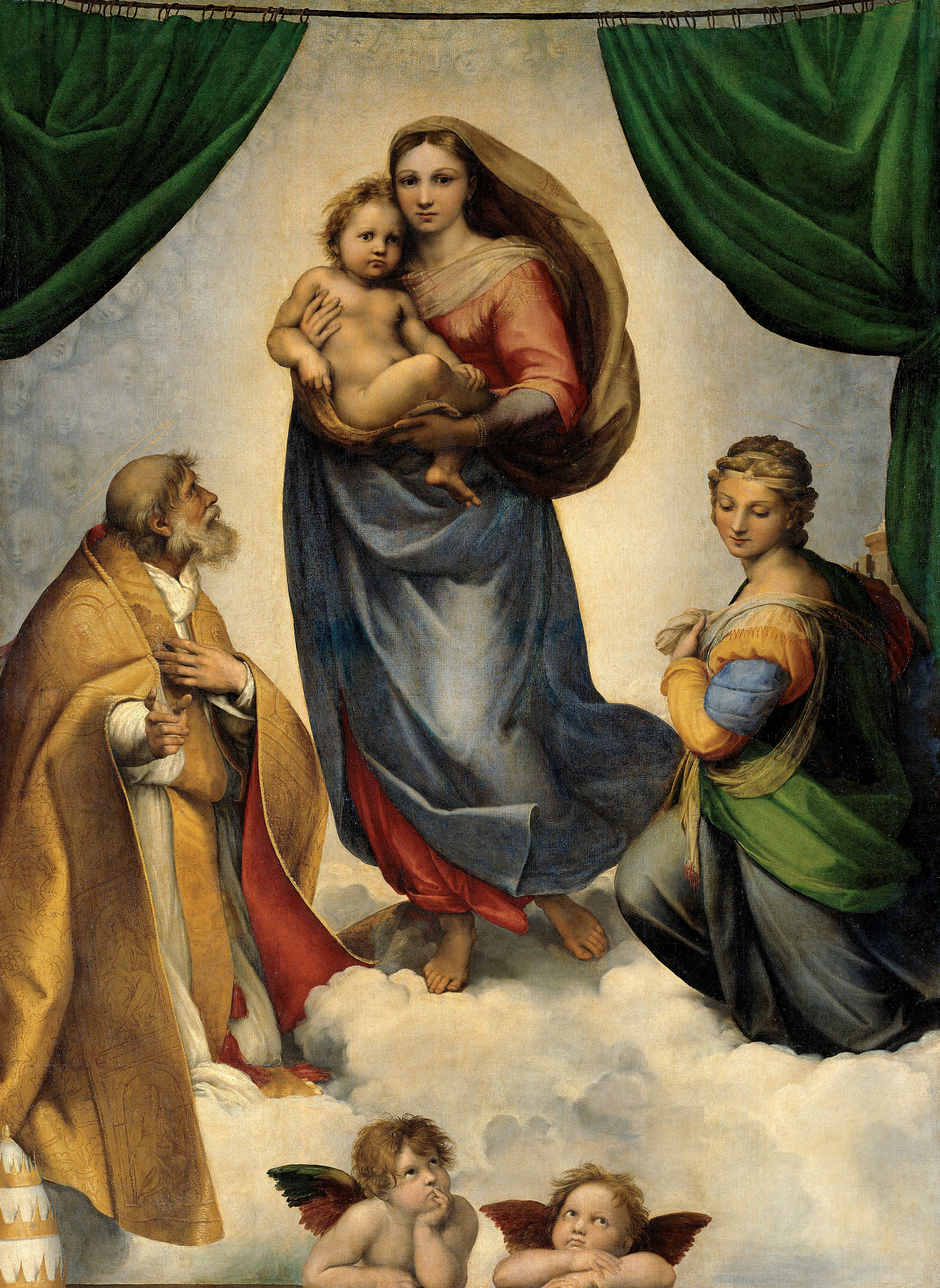
Les deux putti rêveurs de La Madone Sixtine de Raphaël.
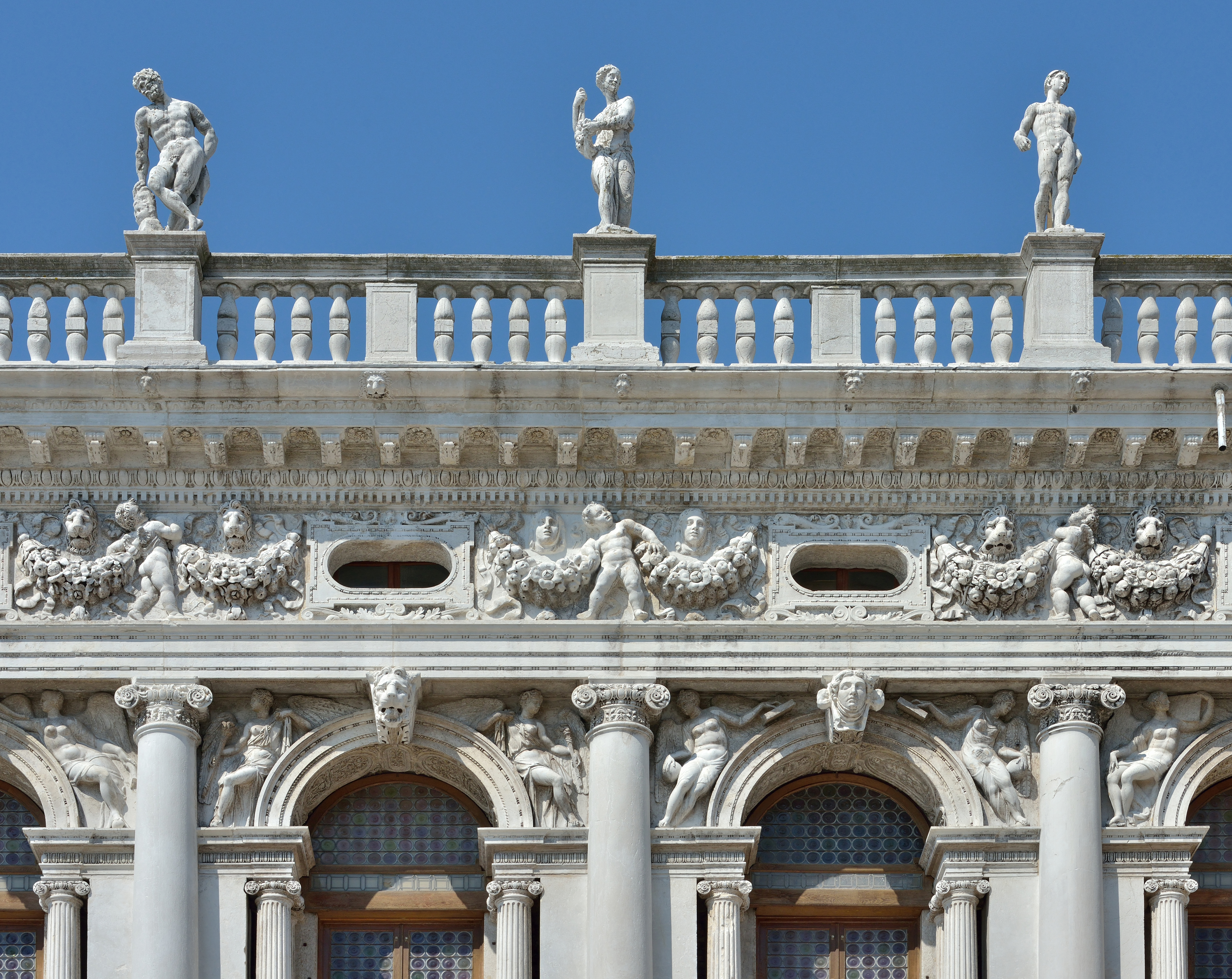
Frise de putti soutenant des guirlandes.
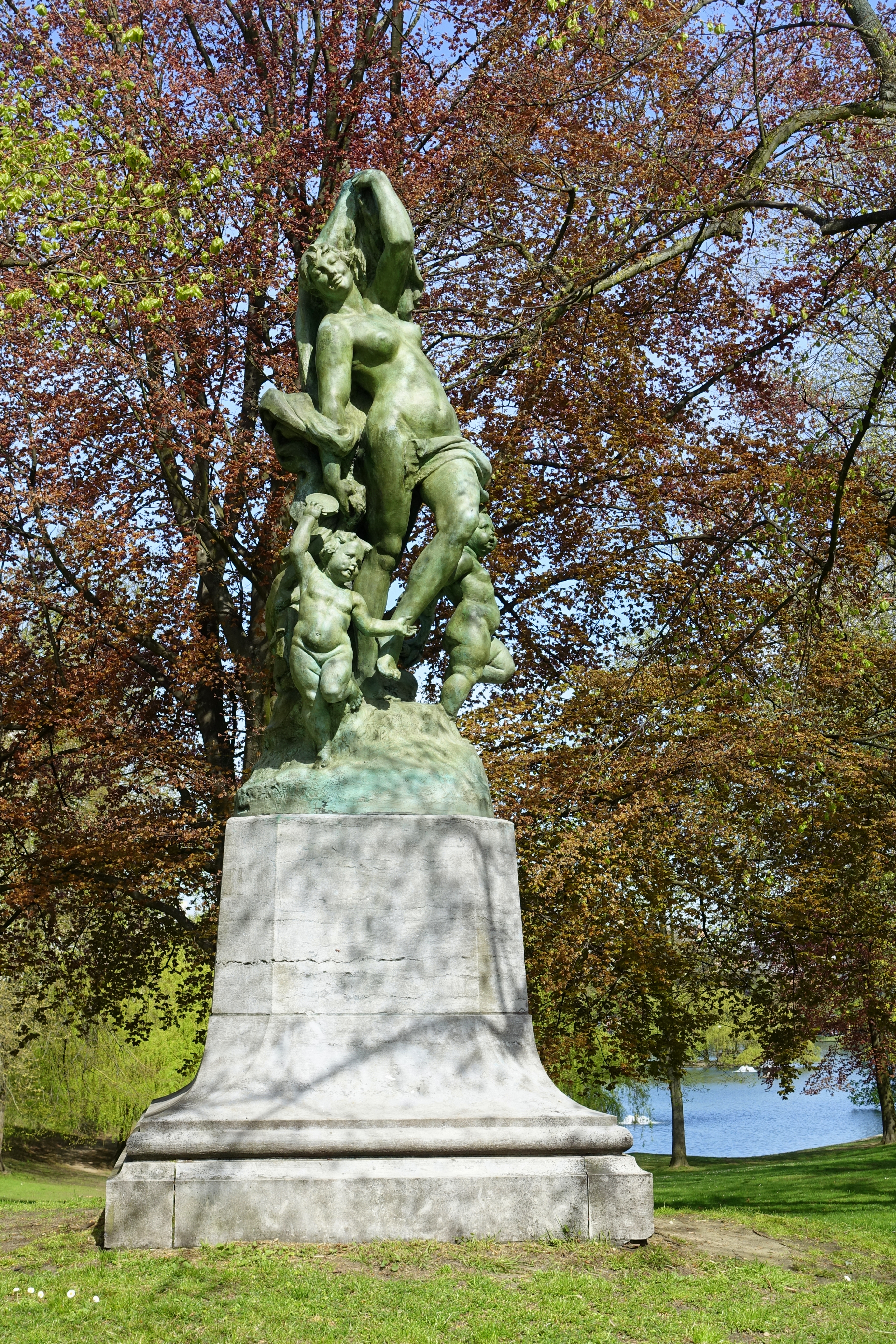
La Danse, allégorie, œuvre de Jules Herbays vers 1912. Une jeune femme danse entourée de trois putti ; l’un des putti agite un tambourin.
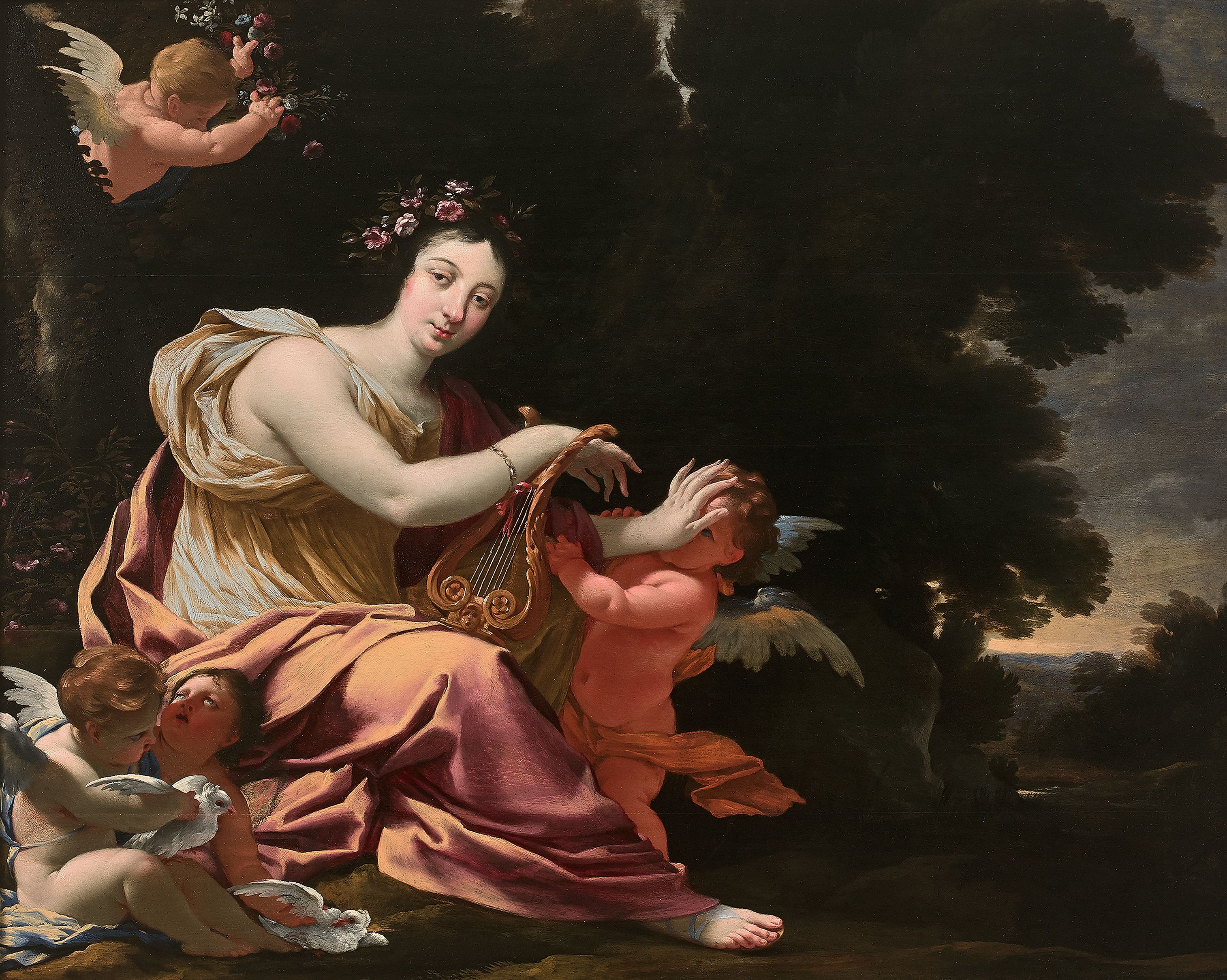
Michel Dorigny, Érato, muse de la Poésie lyrique.
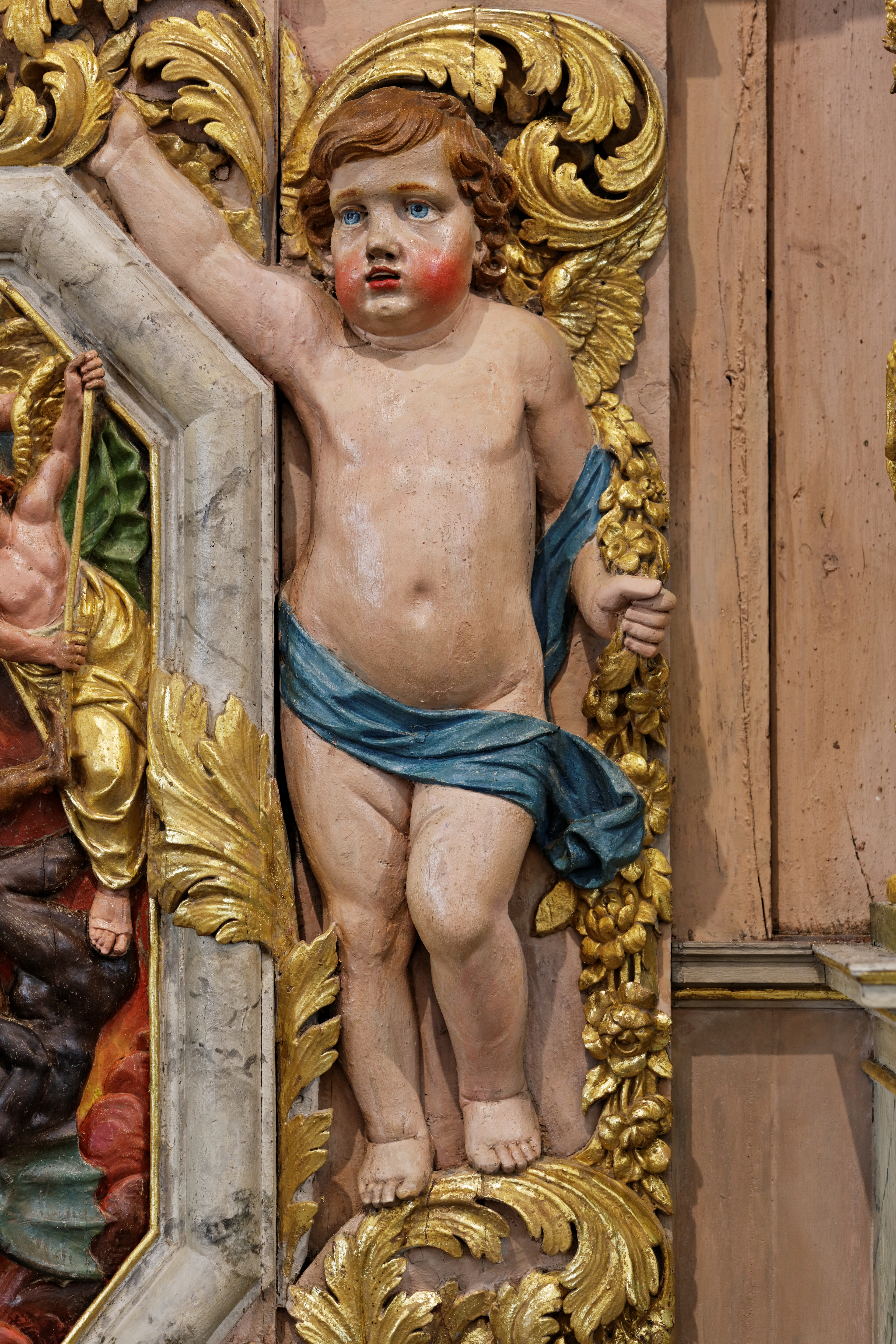
Putto du retable de saint Jean-Baptiste dans l'église Notre-Dame de Lampaul-Guimiliau.
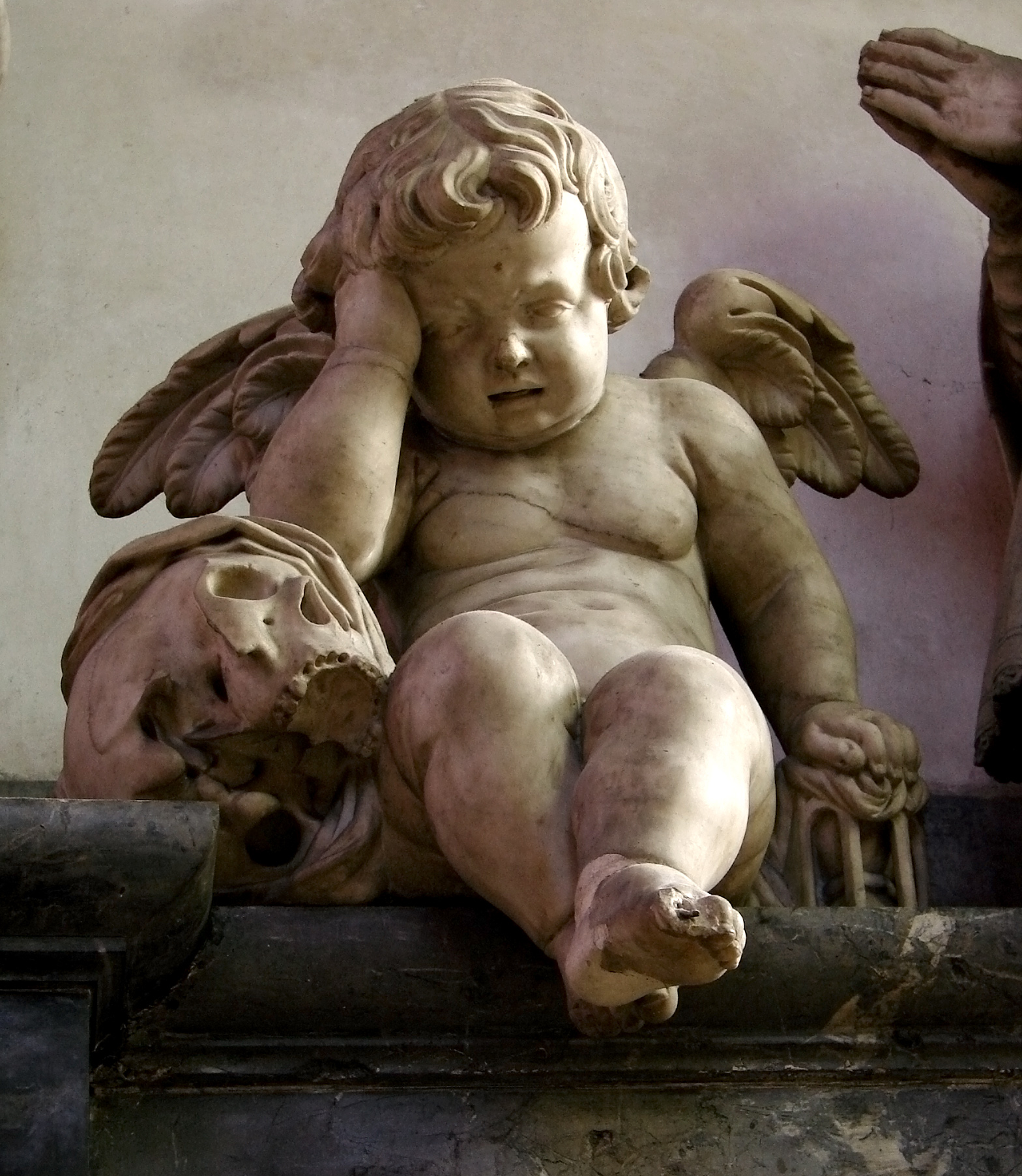
L'Ange pleureur, du sculpteur amiénois Nicolas Blasset, dans la cathédrale Notre-Dame d'Amiens (1636).
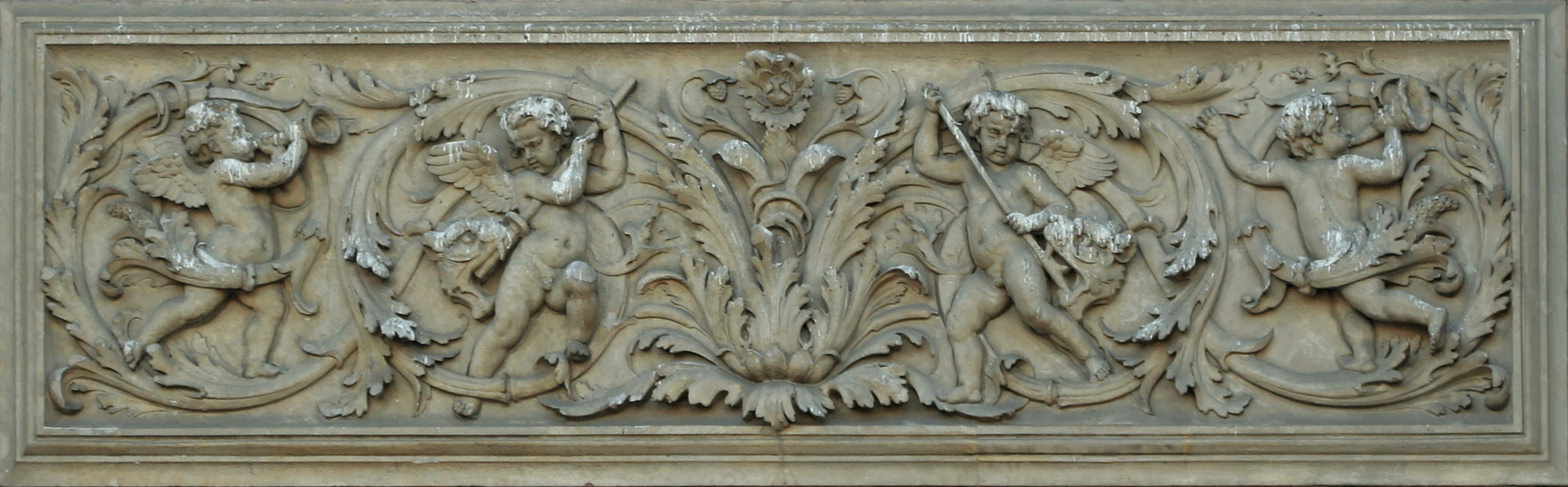
Rinceaux peuplés de putti néo-Renaissance (entablement de la fontaine Saint-Michel, Paris).

## Un art populaire également
Putti et ignudi, enfants et éphèbes nus, sont aussi des motifs de décoration dans bon nombre d'églises ou de chapelles, construites lors de la Renaissance ou peu après, par exemple en Bretagne : on en voit sur les sablières de l'église Notre-Dame de Bodilis, de l'église Sainte-Nonne de Dirinon, de l'église Saint-Tugdual de Combrit, de l'église Saint-Pierre de Gaël, de l'église Saint-Thomas de Landerneau, de la chapelle Saint-Claude à Plougastel-Daoulas, ou  sur le retable de l'église de Plonévez-du-Faou, etc..

## En musique
La chanteuse Juliette fait référence aux puttini (petits putti) dans sa chanson le Congrès des chérubins.